# Les Cavaliers de la terreur
Pour plus de détails, voir Fiche technique et Distribution.
Les Cavaliers de la terreur (Il terrore dei mantelli rossi) est un film franco-hispano-italien réalisé par Mario Costa et sorti en 1963.

## Synopsis
Au XVIe siècle, dans le duché de Pretsch, des cavaliers masqués vêtus de manteaux rouges, sèment terreur et mort. Le peuple est révolté par l'inertie du duc qui suit les conseils de Wladimir. Le capitaine Mirko, un mercenaire, propose au duc de l'aider à mettre fin à ces terribles expéditions si sa fille Christina accepte de l'épouser...

## Fiche technique
- Titre : Les Cavaliers de la terreur
- Titre original : Il terrore dei mantelli rossi
- Réalisation : Mario Costa
- Scénario : Nino Lillo, Edoardo Falletti
- Sujet	: Nino Lillo
- Adaptation française : Pierre Maudru
- Musique originale : Carlo Rustichelli
- Costumes : Rosalba Menichelli
- Maitre d’armes : Benito Stefanelli, Luciano Benetti
- Décors : Jean-Paul Coutain La Boureur
- Image : Julio Ortas
- Montage : Jolanda Benvenuti
- Directeur de production : Francesco Paolo Prestano
- Studios de production : Radius production (Paris), Pamec Cinematografica (Rome), Hispamer Films (Madrid), Tibre Produzione (Rome)
- Pays :  France,  Italie,  Espagne
- Format : couleur (Eastmancolor)
- Genre : film d'aventure
- Durée : 83 minutes
- Dates de sortie :
  -  Italie : 12 aout 1963
  -  France : 29 janvier 1964
  -  Espagne : 27 juillet 1964

## Distribution
- Tony Russell (VF : Jean Fontaine) : Paolo
- Scilla Gabel (VF : Arlette Thomas) : Cristina
- Yves Vincent (VF : lui-même) : le capitaine Mirko
- Jacques Dacqmine (VF : lui-même ) : Wladimir, le conseiller du duc
- Beni Deus (VF : Fernand Fabre) : le duc Ladislao de Pretch
- Nerio Bernardi (VF : Jean Berton) : un baron
- Pilar Clemens (VF : Sophie Leclair) : Milena
- Gianni Solaro (VF : Pierre Collet) : le baron Coleman
- Pietro Tordi (VF : Émile Duard) : Cirus
- Luciano Benetti (VF : Lucien Bryonne) : Karl
- Alfonso Rojas (VF : Pierre Collet) : Gospik le charron
- Carla Calo (VF : Françoise Fechter) : Zaria
- Giulio Maculani (VF : Roger Rudel) : un soldat
- Sergio Prestano (VF : Pierre Michau) : père Lorenzo
- Benito Stefanelli : Brovnic
- Nando Angelini : un officier
- Tony Soler : la femme de Gospik
- Nino Marchetti : un baron